# Jump around (House of Pain)
Jump around is de debuutsingle van House of Pain. Het is afkomstig van hun titelloze debuutalbum. Het nummer is "geschreven door" Erik Francis Schrody, beter bekend onder de artiestennaam Everlast. "Geschreven door" is eigenlijk een groot woord voor dit nummer want het is een mix van eigen werk en samples van
- Harlem shuffle van Bob & Earl uit 1963 (intro)
- Popeye (The hitchhiker) van Chubby Checker
- Shoot your shot van Junior Walker and the All Stars (hoge gekrijs dat 66 keer te horen is)
- Tramp van Lowell Fulson
- Get off van Prince and the New Power Generation
- You’re no good van Harvey Averne (The Harvey Averne Dozen)

Grote inbreng kwam van muziekproducent DJ Muggs, die het nummer later ook zelf nog een keer opnam. De bijbehorende videoclip is opgenomen tijdens een parade voor St. Patrick's Day 1992 in New York. Te zien zijn onder meer Central Park en New York Yankeessuperfan Freddy Schuman. De videoclip besluit met “opgedragen aan Matt Champy”, een vriend van de bandleden die ten onder ging aan een “overdosis” lachgas
Jump around verscheen op compact discsingle in drie versies/remixen, die alle drie afweken van de albumversie. Als laatste track werd House of Pain-anthem toegevoegd.
Het nummer is terug te vinden in allerlei films, waarbij Mrs. Doubtfire waarschijnlijk de primeur had, en televisieseries. Het was even te horen in een reclame voor Pringles. Britten kennen het waarschijnlijk ook als de muziek die darter Gary Anderson gebruikte als hij op kwam. In de Verenigde Staten gebruikten diverse sportinstanties om hun publiek te enthousiasmeren, met name in de honkbalsport. Het is enige jaren achtereen gekozen als vaak aangevraagd verzoeknummer bij Serious Request.
Het lied kent ook een Nederlandse variant. Osdorp Posse zong het als Steek ‘m op, over een joint.

## Hitnotering
Jump around werd veruit de grootste hit van House of Pain in de Billboard Hot 100. Het stond dertig weken genoteerd met een piek op plaats 3. De andere drie hits Shamrocks and shenanigans, Who’s the man en On point haalde de top 60 niet eens. Voor de UK Singles Chart werd het een geval van lange adem. In 1992 stond het slechts vier weken genoteerd met als hoogste notering plaats 32, maar dan wel in de eerste week. Vervolgens werd het stil rond die eerste versie, maar kwam later minstens 33 weken terug (2004-2013). Het stuiterde als het ware die hitparade in en uit. In 1993 bracht een tweede versier stond het nog tot zeven weken notering en een achtste plaats. In Nederland en België bleef Jump around een eendagsvlieg, op een verdwaalde notering voor Shamrocks na.

### Nederlandse Top 40
| Positie: | 25 | 17 | 12 | 12 | 16 | 23 | 32 | uit |

### NederlandseNationale Hitparade Top 100
| Positie: | 99 | 70 | 42 | 25 | 16 | 11 | 10 | 16 | 22 | 32 | 44 | 73 | uit |

### BelgischeBRT Top 30
| Positie: | 22 | uit |

### Voorloper VlaamseUltratop 50
| Positie: | 28 | 32 | 48 | uit |

### NPO Radio 2 Top 2000
Jump around kwam pas in de 17e versie tevoorschijn.

| Nummer met noteringen in de NPO Radio 2 Top 2000 | '15  | '16  | '17  | '18  | '19  | '20  | '21  | '22  | '23  | '24  |
| ------------------------------------------------ | ---- | ---- | ---- | ---- | ---- | ---- | ---- | ---- | ---- | ---- |
| Jump Around                                      | 1895 | 1263 | 1365 | 1586 | 1411 | 1293 | 1440 | 1628 | 1636 | 1548 |

1. ↑  Een vetgedrukt getal geeft de hoogste notering aan.
2. ↑  2015 was het eerste jaar met een notering voor dit nummer.